# Union (Fahrradhersteller)
Union B.V. ist ein niederländischer Zweiradhersteller.

## Geschichte

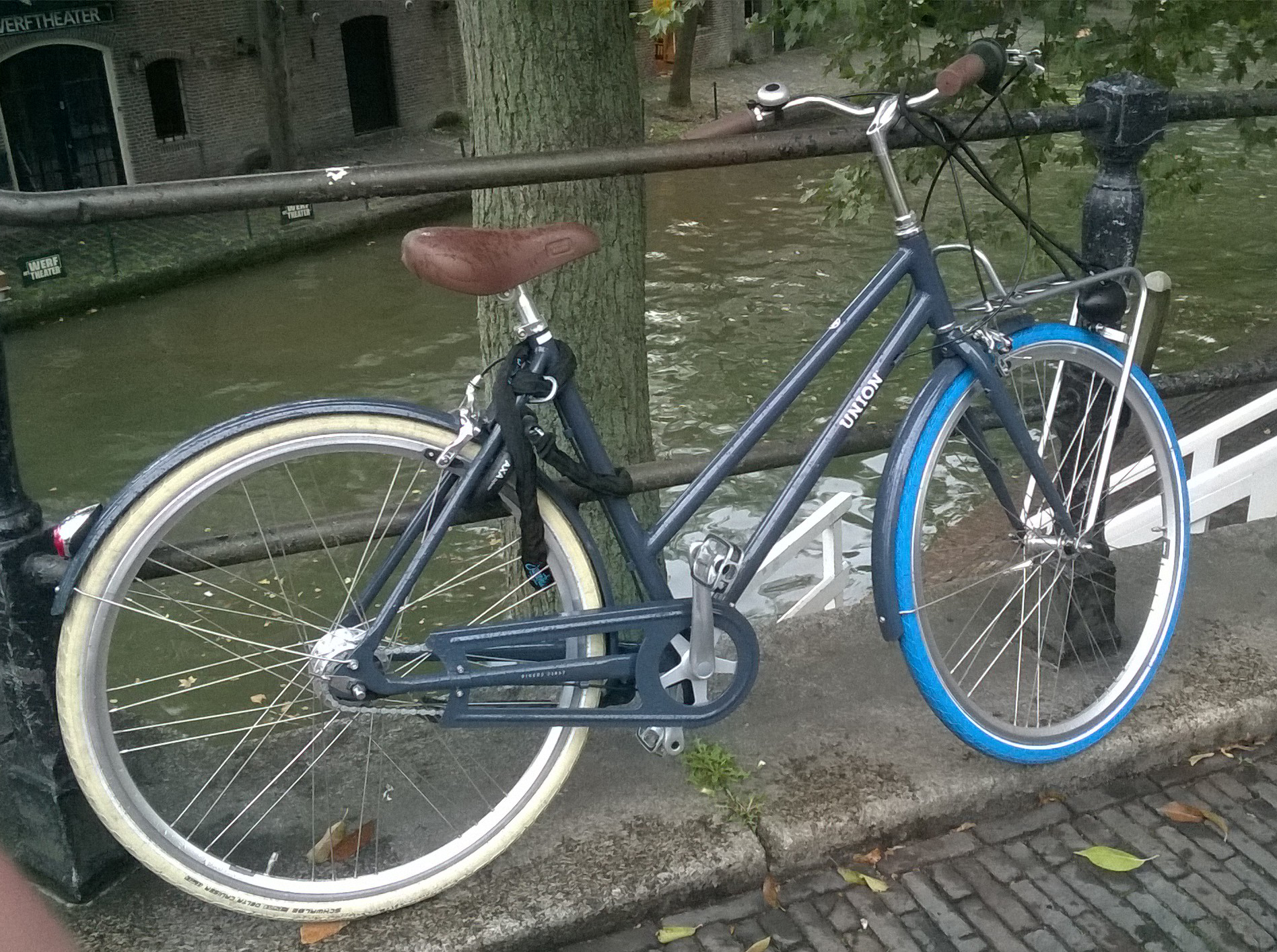
Ein Union Fahrrad

Das Unternehmen wurde am 27. Juli 1904 von B.J. van den Berg in Den Hulst gegründet und stellte neben Fahrrädern zeitweise auch Mopeds her. Ab 1913 wurden in Nieuwleusen eigene Rahmen produziert, wobei das Produktionsgebäude ab 1914 mit dem Namen Union Rijwiel Fabriek Dedemsvaart beschriftet war. Ab 1920 firmierte das Unternehmen als NV Union Rijwielfabriek. Im Jahr 1964 wurde das einmillionste Union-Rad gebaut. 1958 begann Union mit der Produktion von Mopeds und baute ab 1966 zusammen mit der Motorenfabriek Kaptein aus Utrecht Motoren der Marke Unikap. 1973 verließ Union das Motorradsegment und konzentrierte sich wieder auf den Bau von Fahrrädern. Im selben Jahr schied das letzte Mitglied der Gründerfamilie aus der Unternehmensleitung aus. Am 10. Juni 1976 brannte ein großer Teil der Fabrik nieder. In den folgenden Jahrzehnten geriet Union immer wieder in wirtschaftliche Schieflage, konnte aber stets weiterarbeiten und 1984 schon auf vier Millionen produzierte Fahrräder verweisen. Am 20. November 2001 musste Union sich als zahlungsunfähig erklären, konnte seine Produktion aber mit Hilfe einer Auffanggesellschaft der Provinz fortsetzen. Seit 2005 gehört das Unternehmen zur DBG (Dutch Bicycle Group) und hat seinen Sitz in Ommen. Die Markenrechte liegen seit 2012 bei Pon Holdings. Am 29. Mai 2009 brannte erneut ein großer Teil der ehemaligen Produktionsgebäude in Nieuwleusen nieder.